# خدمة السحاب (رواية)
خدمة السحاب (بالإنجليزية: The Service of Clouds)‏ هي رواية للكاتبة البريطانية سوزان هيل، نشرت عام 1997، لأول مرة عن دار نشر تشاتو آند ويندوس.